# Филаделфия (Египет)
Вижте пояснителната страница за други значения на Филаделфия.
Филаделфия (на старогръцки: Φιλαδέλφεια; на латински: Philadelphia) е древен град в елинистичен Египет.
Градът е основан от фараон Птолемей II Филаделф от Птолемеите. Останките днес се наричат Kom el-Kharaba el-Qebir, Kom el-Hammam, Darb Girza, Kom Darb Gerza или er-Rubayyat и се намират на около 40 км североизточно от Фаюм (Madinat al-Fayyum) в Египет.
Останките на града се простират на площ от около 1000 × 500 м. Градът е основан от Птолемеи Разкопките започват от 1900 г.
През 3 век пр.н.е. в града е живял Зенон от Кавнос, чиято кореспонденция е намерена и се нарича „Зенонов архив“.